# John Bulkeley
John Duncan Bulkeley (New York, 19 augustus 1911 – Silver Spring (Maryland), 6 april 1996) was een Amerikaans militair bij de United States Navy. Hij was een van de hoogst onderscheiden marine officieren van de Navy. In 1942 ontving hij de hoogste Amerikaanse militaire onderscheiding de Medal of Honor uit handen van president Franklin Delano Roosevelt.

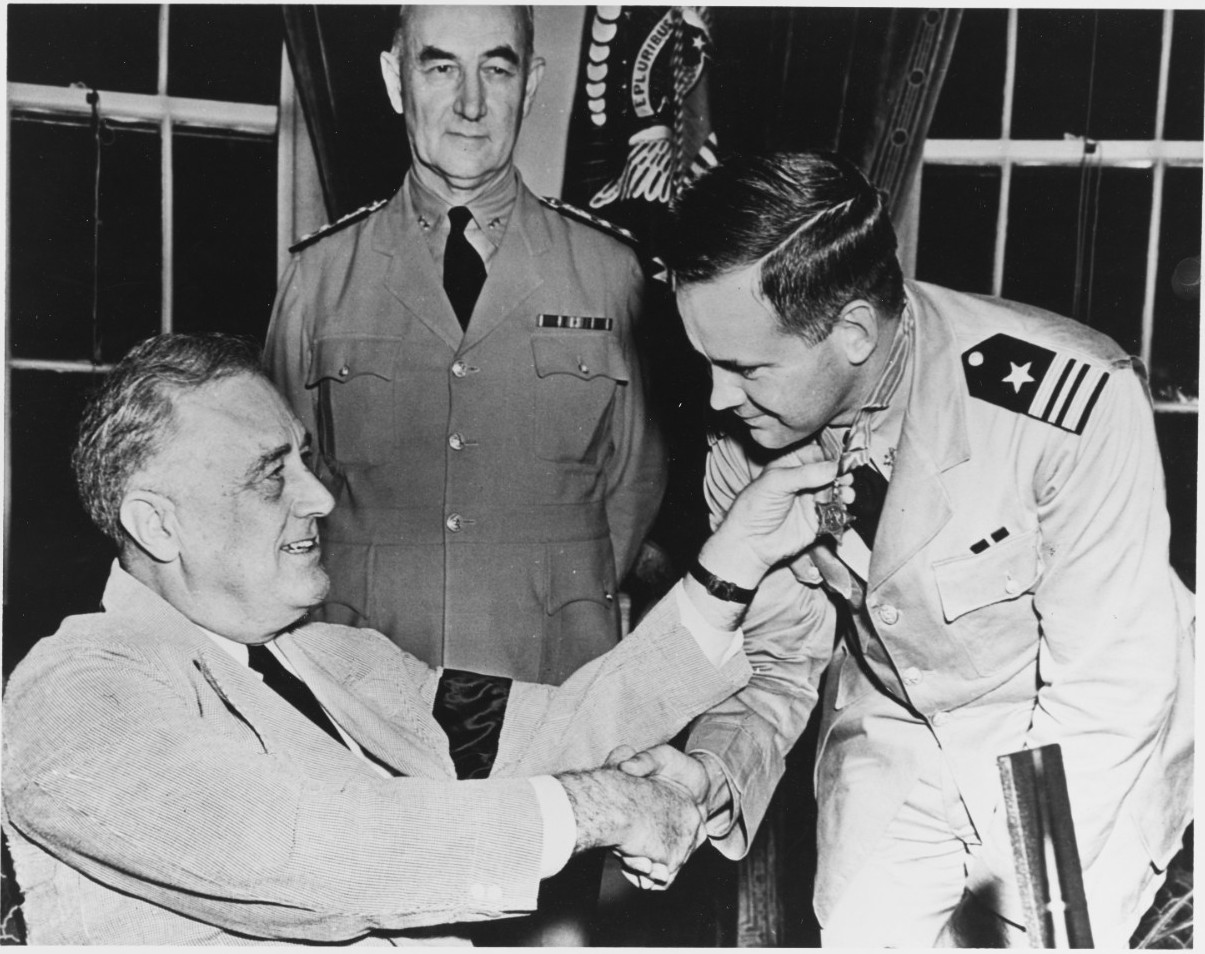
John Bulkeley ontvangt de Medal of Honor van president Franklin Delano Roosevelt in 1942.

## Militaire loopbaan
- Ensign, United States Navy: 1 juni 1933[3]
- Lieutenant (junior grade), United States Navy: 29 mei 1937[3]
- Lieutenant, United States Navy: 1 april 1941[3]
- Lieutenant Commander, United States Navy: 1 oktober 1942[3]
- Commander, United States Navy: 1 januari 1944[3]
- Captain, United States Navy: 1 juli 1952[3]
- Rear Admiral, United States Navy: 1 februari 1964[3]
- Vice Admiral, United States Navy: 1988

## Onderscheidingen
- Medal of Honor in 1942[4][5]
- Distinguished Service Cross in 1942[5][4]with 5/16 inch star
- Navy Distinguished Service Medal in 1942[5] with 5/16 inch star
- Silver Star[4] op 15 maart 1942 with 5/16 inch star in 1944[5]
- Legioen van Verdienste[4][5] met 5/16 inch Ster en Combat "V"
- Purple Heart met 5/16 inch Ster
- China Service Medal
- American Defense Service Medal with "FLEET" clasp
- American Campaign Medal
- Asiatic-Pacific Campaign Medal with one campaign star
- European-African-Middle Eastern Campaign Medal with two campaign stars
- World War II Victory Medal
- National Defense Service Medal with service star
- Korean Service Medal
- Croix de guerre[5] met Palm
- Philippine Distinguished Conduct Star
- Philippine Defense Medal
- United Nations Service Medal